# ウインタテリウム
ウインタテリウム（Uintatherium）は、新生代古第三紀始新世前期から中期かけて（約4,500万 ~ 約3,700万年前）に北アメリカとアジアに分布した大型の哺乳類。ウインタテリウム・アンセプス（U. anceps）などが知られる。サイくらいの大きさで、やわらかな植物を食べる植物食獣であった。

## 概要

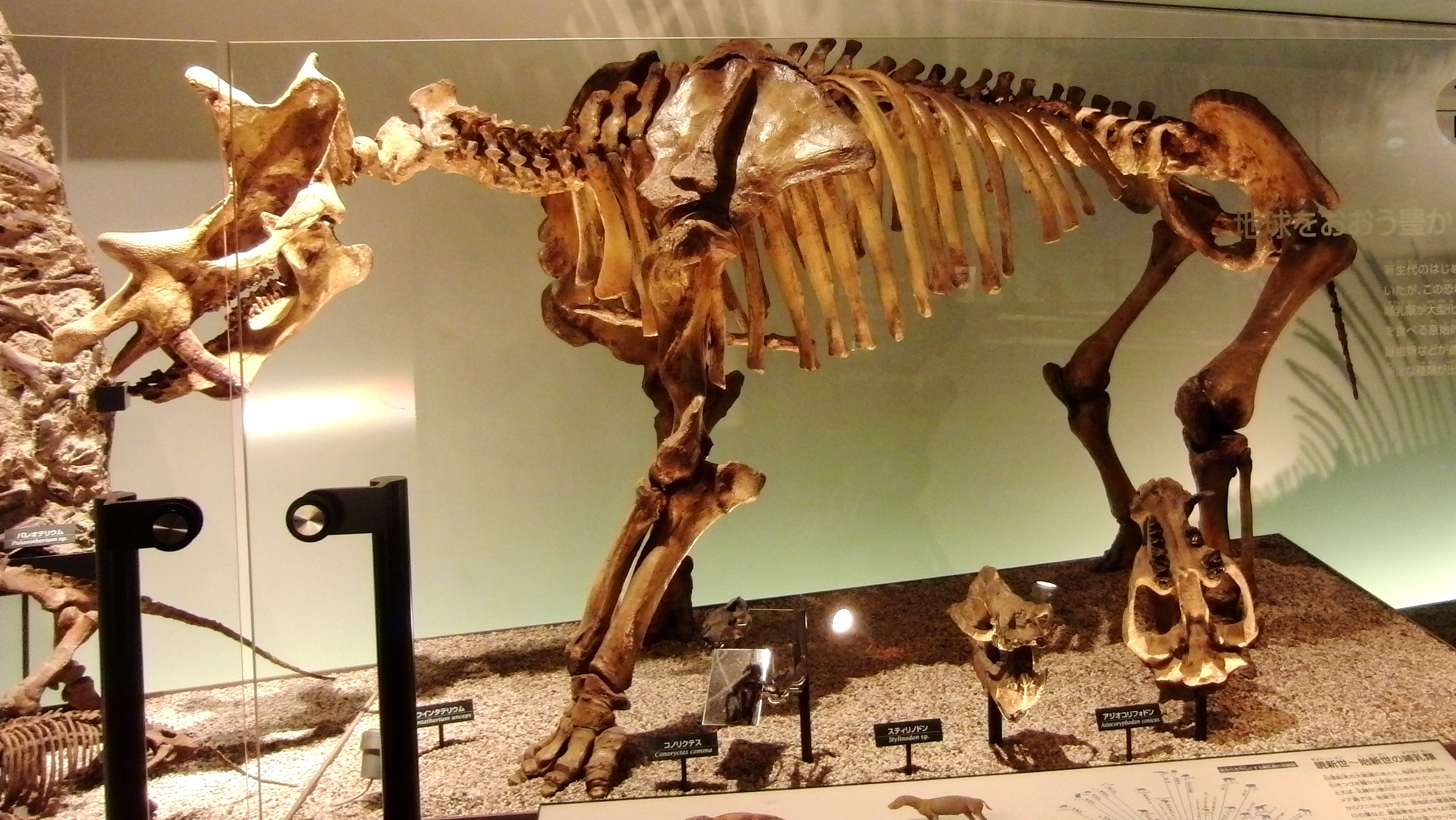
ウインタテリウム（Uintatherium anceps）の骨格標本。国立科学博物館の展示。

現在のサイを思わせる所もあるが、サイ（奇蹄目）とは全く異なる恐角目に属する。全長3mから3.5m、体高2.5mほどの大型動物であったが、脳は非常に小さく未発達で、鈍重な性質であったと考えられる。
なお、恐角目は絶滅群であり、現存種は存在しない。何から進化したのかも、他の哺乳類との類縁関係も判らぬ謎の獣としても知られる。
名称は化石の出土したアメリカのユインタ山地に由来する。また、日本では英語の発音による影響から「ユインタテリウム」と呼ぶ場合もあるが、国際命名規約に基づいたラテン語式のウインタテリウムが望ましい。

## 特徴
ウインタテリウムの四肢はむしろゾウに似るが、頭には3対、計6本の短い角が2列に並び、上顎にはサーベルタイガーやティラコスミルスを思わせる長い牙が下向きに生えている。下顎には、この牙を保護する「鞘」となる骨の隆起が存在した。現生動物では角と牙を同時に持つものは偶蹄類のキョンのみであり、化石種でもウインタテリウム以前はエステメノスクスなどの初期獣弓類まで遡る。角は短く、捕食者に対する武器として役立ったとは考えにくい。雌よりも雄の方が大きな角を持っているため、儀礼的闘争に用いられたのではないかという説もある。植物食動物としては不釣合いな牙の用途もはっきりしないが、「水辺で水草を掻き取って食べる際の道具」「敵を攻撃する武器」などの説がある。

## ギャラリー

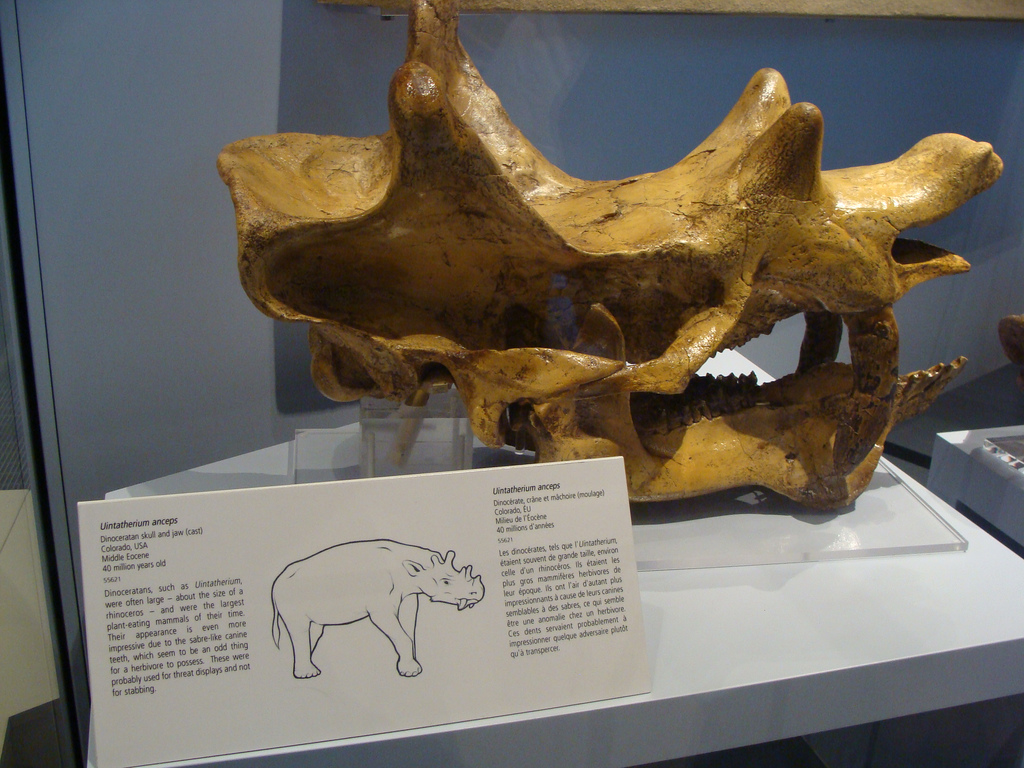
ウインタテリウム頭骨。
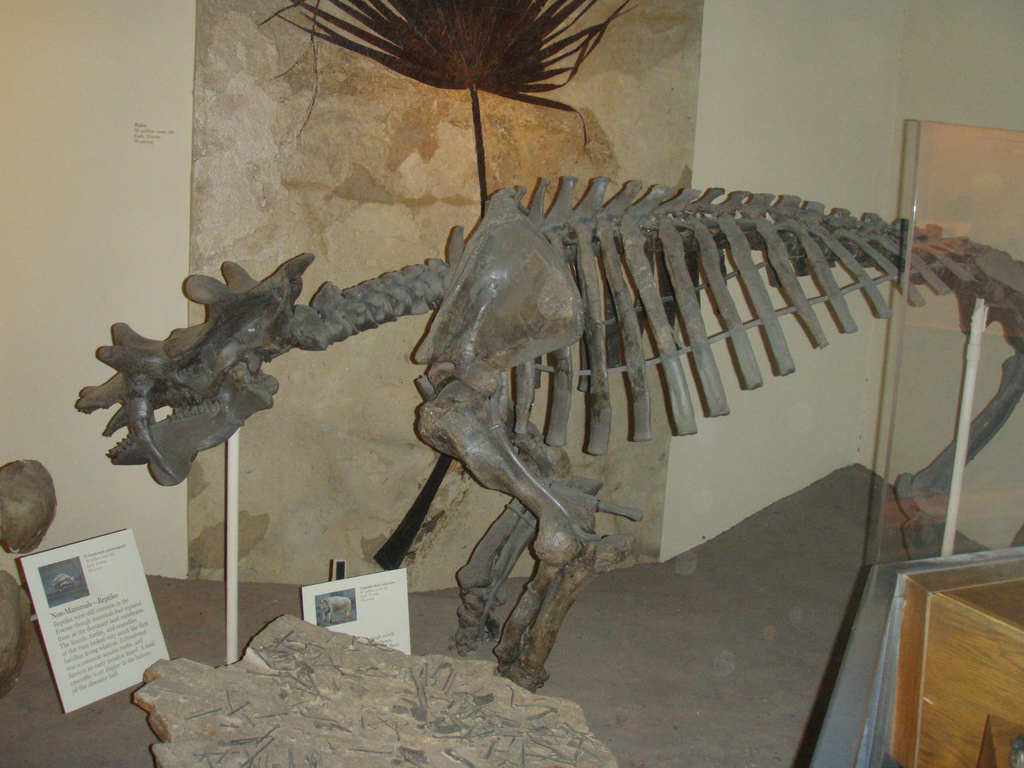
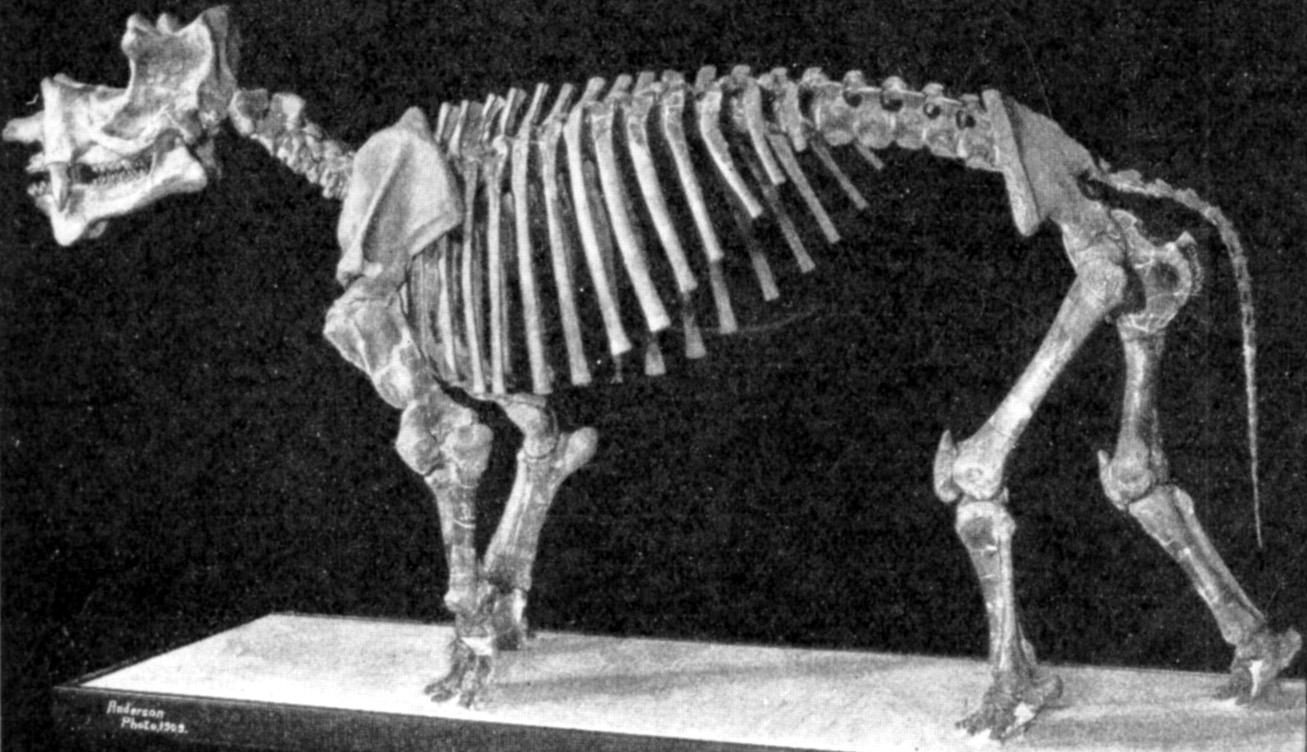
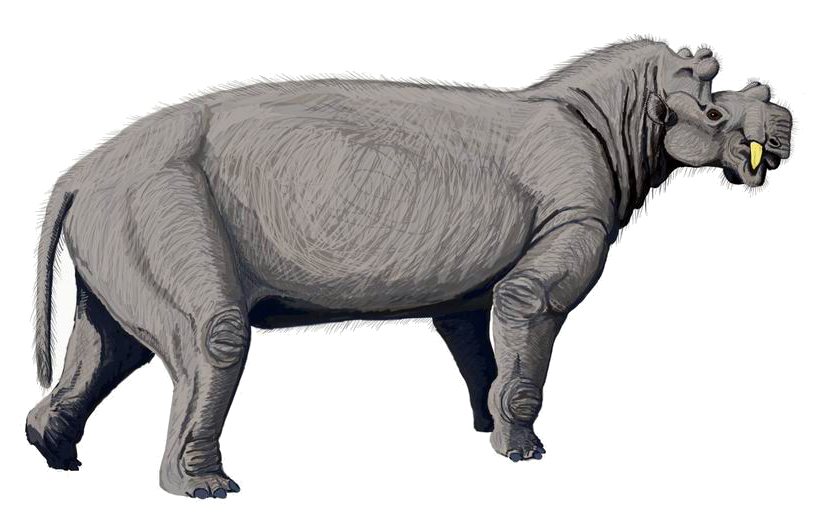
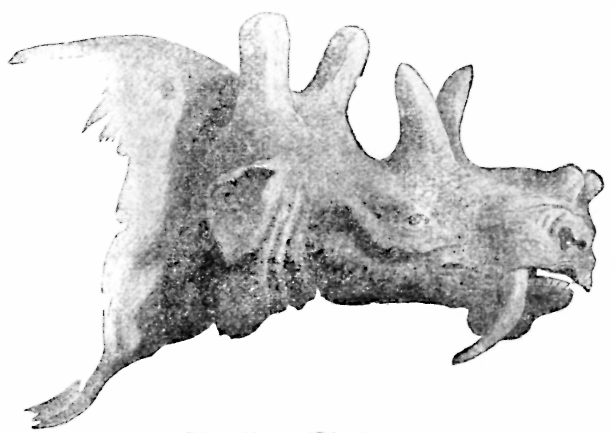